# Whodini (álbum)
Whodini é o álbum de estreia do grupo de hip hop Whodini. Foi lançado em 1983 pela Jive Records e conseguiu dois singles de sucesso: "Magic's Wand" em 1982 e "The Haunted House of Rock" em 1983. A produção ficou a cargo de Conny Plank, Roy Carter da banda Heatwave,  Thomas Dolby e Willesden Dodgers (Nigel Green, Pete Q. Harris, Richard Joh Smith).
O álbum não entrou em nenhuma grande parada, entretanto, o single produzido por Thomas Dolby, "Magic's Wand", alcançou o número 11 da Dance Club Songs e número 45 da Hot R&B/Hip-Hop Songs e faixa produzida por  Willesden Dodges, "The Haunted House of Rock", alcançou o número 27 da Dance Club Songs e número 55 da Hot R&B/Hip-Hop Songs.
O rapper John "Ecstacy" Fletcher dedicou este álbum à memória de sua mãe Mary Francis Adams Fletcher.
A canção "Magic's Wand" pode ser ouvido no game Grand Theft Auto: Vice City na estação Wildstyle Pirate Radio.

## Faixas
| N.º            | Título                              | Produtor(es)                 | Duração |  |
| 1.             | "The Haunted House of Rock"         | Willesden Dodgers            | 6:31    |  |
| 2.             | "Nasty Lady"                        | Conny Plank                  | 5:52    |  |
| 3.             | "Underground"                       | Roy Carter Willesden Dodgers | 5:42    |  |
| 4.             | "It's All in Mr. Magic's Wand"      | Thomas Dolby                 | 4:43    |  |
| 5.             | "Magic's Wand"                      | Thomas Dolby                 | 5:38    |  |
| 6.             | "Yours for a Night"                 | Roy Carter Willesden Dodgers | 5:57    |  |
| 7.             | "Rap Machine"                       | Conny Plank                  | 4:49    |  |
| 8.             | "The Haunted House of Rock" (Remix) | Willesden Dodgers            | 5:23    |  |
| Duração total: | Duração total:                      | Duração total:               | 44:39   |  |

## Músicos
- Jalil Hutchins - MC
- John "Ecstacy" Fletcher - MC
- Thomas Jerome Pearse - vocais adicionais (track 6)
- Nigel Green - produtor (faixas: 1, 3, 6, 8), mixagem (faixas: 1, 4, 5, 8)
- Peter Brian Harris - produtor (faixas: 1, 3, 6, 8)
- Richard Jon Smith - produtor (faixas: 1, 3, 6, 8)
- Konrad "Conny" Plank - produtor & mixagem (faixas: 2, 7)
- Roy Peter Carter - produtor (faixas: 3, 6)
- Thomas Dolby - produtor (faixas: 4, 5)
- Bryan Chuck New - engenheiro (faixas: 3, 6)
- Sönke Bahns - masterização
- John Pinderhughes - fotografia